# Дед (Кенебек)
Дед (енгл. Dead River) је река која протиче кроз САД. Дуга је 69 km. Протиче кроз америчке савезне државе Мејн. Улива се у реку Кенебек.